# NGC 309
NGC 309 este o galaxie spirală situată în constelația Balena. A fost descoperită în 6 septembrie 1876 de către Ernst Wilhelm Leberecht Tempel.